# WAWAWA
WAWAWA（わーーー）は、2015年から2020年まで活動していた日本の女性アイドルグループ。旧グループ名は民謡ガールズ。長良マネジメント所属。レコード会社はSOL BLADE。

## 概要
民謡を習っている民謡メンバー、歌とダンスを得意とするガールズメンバーから構成される次世代ボーカル＆ダンスグループ。
2020年の東京オリンピックに向けて、日本中に“民謡ガールズ”ブームを巻き起こすべく、世界中にジャパニーズカルチャーを広める為、民謡好きな小中学生10人で結成。2016年7月27日、ミニアルバム「民謡ガールズ」にてメジャーデビュー。 メジャーデビュー当初のメンバーは、みさと（中2・岩手出身）、りお（小5・大阪）、かこ（中１・奈良）、あゆり（小6・埼玉）、ゆとり（小6・神奈川）、ふうか（小6・千葉）、みき（中3・東京）、みやび（小5・群馬）、まつり（小4・北海道）、ゆうあ（小5・埼玉）。
デビュー当初は民謡をロック調にした楽曲を歌っていたが、2017年に唄とダンスを得意とするガールズメンバーの加入により、J-POPやロックの要素を取り入れたアーティスト路線に活動を変更。
2020年7月より、グループ名を「WAWAWA」（読み方：わーーー）に改名した。 「令和の和」、「日本の和」、「人の和（輪）」という3つの“和”の意味が含まれた名称である。
同年10月19日、公式Twitter上で10月31日をもって解散することを発表した。解散の理由について「改めて自分の目指す道へ進みたいというメンバーもおり、今後の活動を維持していく事が困難な状況である為、グループの解散という結論に到りました。」と説明した。

## メンバー
・りょう
千葉県出身。愛称は「りょっぴ」。
・まつり
北海道出身。愛称は「まっちゅん」。
・みやび
群馬県出身。愛称は「みぃちゃん」。現在は中野みやび名義でソロ活動中。
・りお
大阪府出身。愛称は「りったん」。
・みのり
東京都出身。愛称は「のんちゃん」。※キャプテン
・りな
東京都出身。愛称は「りなっち」。※副キャプテン

### 旧メンバー
・みさと
　岩手県出身。愛称は「みっちゃん」。2017年2月をもって卒業。
・あゆり
　埼玉県出身。愛称は「あーちゃん」。2017年2月をもって卒業。
・ふうか
　千葉県出身。愛称は「ふうちゃん」。2018年3月25日の定期公演をもって卒業。※初代リーダー
・みき
　東京都出身。愛称は「みこりん」。2018年3月25日の定期公演をもって卒業。※三味線担当
・いずみ
　千葉県出身。愛称は「いずみー」。2019年3月30日の定期公演をもって卒業。※初代キャプテン
・かこ
　奈良県出身。愛称は「かこたん」。2018年4月28日の定期公演をもって卒業。
・ゆとり
　神奈川県出身。愛称は「ゆとりん」。2019年10月27日の定期公演をもって卒業。
・ゆうあ
　埼玉県出身。愛称は「ゆうちゃん」。2020年1月19日の定期公演をもって卒業。
・らむ
　東京都出身。愛称は「らむきゅん」。2020年1月19日の定期公演をもって卒業。

## ディスコグラフィー

### シングル
| # | 発売日         | タイトル             | 品番                                                       | 収録曲 | 備考                                                                   |
| - | -------------- | -------------------- | ---------------------------------------------------------- | --- | ---------------------------------------------------------------------- |
| 1 | 2018年6月27日  | キラリ☆夢音頭        | 初回限定盤 KHCM-7001 民謡盤 KHCM-7002 ガールズ盤 KHCM-7003 | 《初回限定盤》 1. キラリ☆夢音頭 2. キラリ☆夢音頭(TV Ver.) 3. 花鳥風月・富士の山～艶麗～ 《民謡盤》 1. キラリ☆夢音頭 2. EMOTION 3. 秋田音頭 《ガールズ盤》 1. キラリ☆夢音頭 2. ハンカチDrop 3. センチメンタル・ジャーニー                         | メジャーデビューシングル オリコンデイリー18位 オリコンウィークリー51位 |
| 2 | 2018年11月28日 | ミライ               | みんがる盤 KHCM-7004 民謡盤 KHCM-7005 ガールズ盤 KHCM-7006 | 《みんがる盤》 1. ミライ 2. ラブ♡メタル 3. 群青ホームラン 《民謡盤》 1. ミライ 2. Distance 3. こきりこ節 《ガールズ盤》 1. ミライ 2. Secret Game 3. 六本木心中                                                                                   |                                                                        |
| 3 | 2019年7月31日  | ハッピーデイズ!!!    | 初回限定盤 KHCM-7007 民謡盤 KHCM-7008 ガールズ盤 KHCM-7009 | 《初回限定盤》 1. ハッピーデイズ!!! 2. ハッピーデイズ!!!(TV Ver.) 3. キラリ☆夢音頭(2019ver.) 《民謡盤》 1. ハッピーデイズ!!! 2. 明日きっと 3. 金毘羅船々 《ガールズ盤》 1. ハッピーデイズ!!! 2. 君とイマジネーション 3. 暑中お見舞い申し上げます |                                                                        |
| 4 | 2020年9月9日   | 百花繚乱ココロモヨウ | 初回限定盤 KHCM-7101 通常盤A KHCM-7102 通常盤B KHCM-7103   | 《初回限定盤》 1. 百花繚乱ココロモヨウ 2. Shooting Star 3. ドンパン節 《通常盤A》 1. 百花繚乱ココロモヨウ 2. Shooting Star 3. いつもといつか 《通常盤B》 1. 百花繚乱ココロモヨウ 2. Shooting Star 3. 騒乱唄                                      | 改名後初のシングル                                                     |

### ミニアルバム
| # | 発売日         | タイトル       | 品番      | 収録曲 | 備考                         |
| - | -------------- | -------------- | --------- | --- | ---------------------------- |
| 1 | 2015年8月29日  | 民謡ガールズ   | NMAX-1206 | 1. よさこい鳴子踊り 2. 九州炭坑節 3. ソーラン節                                                                                             | インディーズ盤（手売り販売） |
| 2 | 2016年7月27日  | 民謡ガールズ   | KICS-3045 | 1. 花笠音頭（山形県民謡） 2. ソーラン節（北海道民謡） 3. 会津磐梯山（福島県民謡） 4. おてもやん（熊本県民謡） 5. 竹田の子守唄（京都府民謡） | メジャーデビューミニアルバム |
| 3 | 2017年4月29日  | 民謡ガールズII | NKCD-6795 | 1. Let’s GO TAKARAJIMA 2. ひみつの夜 3. いよーーっ！かぶき者 4. 鬼さんだぁれ？ 5. ウレシナミダー！                                          | 手売り販売                   |
| 4 | 2017年7月14日  | 民謡ガールズⅢ  | NKCD-6804 | 1. お面めんめん 2. Japan Do Do 3. SAKURA☆騎士 4. まげったボーイ 5. zashikiwarashi                                                           | 手売り販売                   |
| 5 | 2017年12月22日 | 民謡ガールズⅣ  | NKCD-6829 | 1. 花鳥風月・富士の山 2. 通りゃんせ 3. Bitter Sweet 4. ここはジパング☆摩訶不思議 5. 四季おりおり折り紙唄                                    | 手売り販売                   |

### コンピレーションアルバム
| # | 発売日        | タイトル                           | 品番       | 収録曲（民謡ガールズ参加曲） | 備考                       |
| - | ------------- | ---------------------------------- | ---------- | ---------------------------- | -------------------------- |
| 1 | 2017年3月29日 | Sakura Girls - Spring Songs Best - | GRSS-14-SK | 9.SAKURA 10.春よ、来い       | みやび・ゆとり・ふうか参加 |

### ミュージックビデオ
| 年   | タイトル             | 収録作品          |
| ---- | -------------------- | ----------------- |
| 2016 | 会津磐梯山           | 民謡ガールズ      |
| 2017 | ウレシナミダー！     | 民謡ガールズII    |
| 2017 | zashikiwarashi       | 民謡ガールズⅢ     |
| 2017 | 四季おりおり折り紙唄 | 民謡ガールズⅣ     |
| 2018 | キラリ☆夢音頭        | キラリ☆夢音頭     |
| 2018 | ミライ               | ミライ            |
| 2019 | ハッピーデイズ!!!    | ハッピーデイズ!!! |

### 楽曲のタイアップ
| 年   | タイトル             | タイアップ                                                      |
| ---- | -------------------- | --------------------------------------------------------------- |
| 2018 | キラリ☆夢音頭        | テレビ東京系列『デュエル・マスターズ!』エンディングテーマ       |
| 2019 | ハッピーデイズ!!!    | テレビ東京系列『デュエル・マスターズ!』エンディングテーマ       |
| 2020 | 百花繚乱ココロモヨウ | テレビ東京系列『デュエル・マスターズ キング』エンディングテーマ |

## 主な出演

### テレビ
- ひるソン!（2018年6月19日・12月21日、テレビ東京）
- おはスタ（2018年6月26日・11月27日・2019年7月17日・2020年9月24日、テレビ東京）
- 音流～ONRYU～（2018年7月13日・2020年9月4日、テレビ東京）
- ライブB♪(2018年7月31日、TBSテレビ）
- うたなび!（2018年6月度プッシュ曲、2019年1月ゲスト出演）
- THEカラオケ★バトル（りお：2018年10月31日/2019年3月6日・みやび：2018年12月19日、テレビ東京）
- プレミアMelodiX!（2018年12月10日、テレビ東京）

### ラジオ
- 夏木ゆたかのホッと歌謡曲（2016年12月23日、アール・エフ・ラジオ日本）
- 王様ラジオキッズ（2017年2月12日、ラジオ関西）
- SUNDAY PUNCH★（2018年6月10日、FM-FUJI）
- HITS! THE TOWN (2018年6月30日、NACK5)
- アニソン・アカデミー（2018年8月11日、NHK-FM放送）
- 志の輔ラジオ 落語DEデート (2018年8月19日、文化放送）
- 松村邦洋のOH-!邦自慢（2018年8月18日～25日、山口放送ほか）
- 流行音楽堂（2018年8月26日～31日、高知放送ほか）
- 中澤卓也のMUSIC HOUR（2019年1月6日、BSN新潟放送）

### イベント
- 神宮外苑花火大会（2015年8月11日、神宮軟式球場）
- 台湾漫画博覧会（2016年8月13日・14日、ICHIBAN JAPAN日本館ブース内IDOL SPECIAL LIVE STAGE)
- 次世代ワールドホビーフェア’18 Summer（2018年6月23日・24日 幕張メッセ)
- 日韓交流おまつり2018 in Seoul（2018年9月9日 韓国・ソウル）
- 武道館アイドル博2018～1000人のアイドルと遊ぼう！～（2018年8月13日、日本武道館）[4]

### 単独コンサート
- NAGARA FESTIVAL2016～秋～「民謡ガールズ チャレンジステージ」（2016年9月22日、築地ブディストホール）
- NAGARA FESTIVAL2017「民謡ガールズ チャレンジステージvol.2」（2017年5月7日、新宿明治安田生命ホール）
- 定期ワンマンライブ「みんガル❤ドリーム・パラダイス！」（2017年6月～2018年5月、浅草ゴールドサウンズ）
- 文化放送×長良グループ ジョイントLIVE！「みんガル❤ドリーム・パラダイス！～あなたが選ぶベスト10ライブ～」（2017年11月25日、文化放送メディアプラスホール）
- 「民謡ガールズ チャレンジステージvol.3」（2018年1月21日、横浜O-SITE）
- 「長良グループ×DMM VR THEATER ジョイントライブ　みんガル❤ドリーム・パラダイス！～キラリ☆VRライブ～」（2018年6月17日、DMM VR THEATER）
- 定期ワンマンライブ「激情公演」（2018年7月 - ）

### コンサート
- 第16回 長良グループ 夜桜演歌まつり（2015年4月、目黒パーシモンホール）
- 長良グループ 演歌まつり2016（2016年2月、愛知県芸術劇場、大阪フェスティバルホール、東京国際フォーラム）
- 第17回 長良グループ 夜桜演歌まつり（2016年4月、かつしかシンフォニーヒルズ）
- 長良グループ 演歌まつり2017（2017年2月、愛知県芸術劇場、大阪フェスティバルホール、NHKホール）
- 第18回 長良グループ 夜桜演歌まつり（2017年4月、サンパール荒川）